# Charles Clyde Ebbets

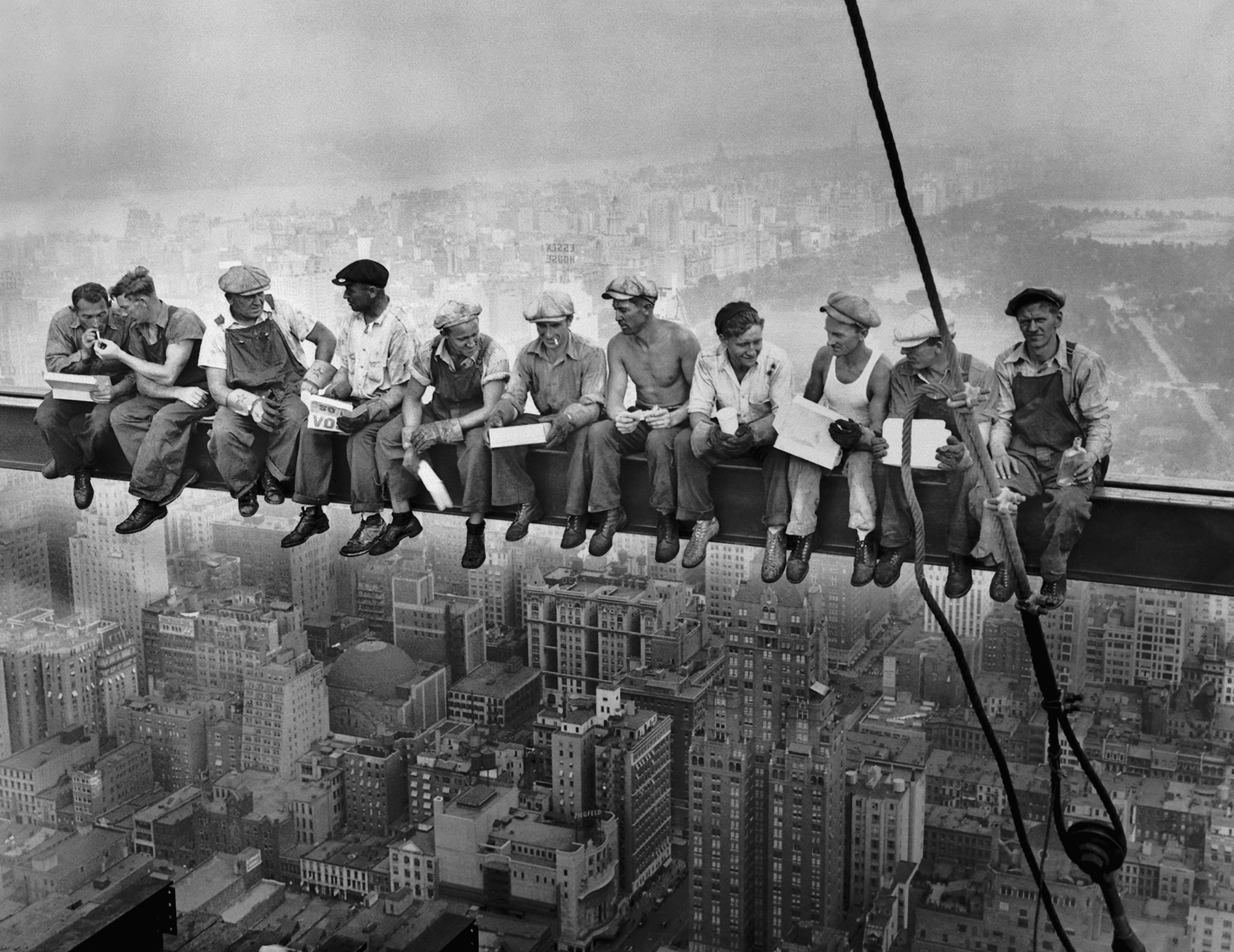
Lunch atop a Skyscraper; Foto: Charles Clyde Ebbets

Charles Clyde Ebbets (ur. 18 sierpnia 1905 w Gadsden (Alabama), zm. 14 lipca 1978) – amerykański fotograf, autor znanej fotografii Lunch atop a Skyscraper.

## Życiorys
Pierwszy aparat fotograficzny kupił sobie w wieku 8 lat.
Gdy miał 15 lat, z powodów finansowych musiał przerwać naukę i zaczął pracować w redakcji lokalnej gazety, u boku swojego ojca. Po roku pracy wyprowadził się z domu rodzinnego i przeniósł do Montgomery, gdzie zaczął pracować w redakcji, już na własną rękę.
W 1922 roku przeprowadził się do St. Petersburg na Florydzie. Tam zajmował się fotografowaniem oraz filmem, zarówno jako operator kamery, jak i aktor (jako aktor używał pseudonimu Wally Renny). Z filmem nie związał się i wędrował po południowych stanach USA, fotografując imprezy sportowe oraz inne wydarzenia.
Oprócz fotografowania występował jako akrobata chodzący po skrzydle samolotu, kierowca wyścigowy, wrestler, był rybakiem i myśliwym. Nauczył się pilotować samolot i był jednym z pierwszych fotografujących z samolotu. Wśród wydawców gazet zyskał sławę fotografa dostarczającego unikalne zdjęcia. Pracował jako freelancer, a jego zdjęcia były publikowane w  The New York Times, The New York Herald Tribune, The Chicago Tribune, The Augusta Chronicle, Norfolk News Service, Miami Daily News i innych.
Jesienią 1932 roku był zatrudniony jako fotograf na budowie Rockefeller Center w Nowym Jorku. Wtedy zrobił zdjęcie przedstawiające robotników odpoczywających na belce konstrukcji na 69. piętrze.
W 1933 roku Ebbets osiadł na Florydzie, dokumentując narastający ruch turystyczny i rozwój Miami. Od 1935 roku był oficjalnym fotografem agencji Associated Press w południowej Florydzie.
Robił wiele zdjęć lokalnej przyrody, zyskał też przyjaźń i zaufanie Seminoli, żyjących na bagnach Everglades. Pozwolili mu oni na obserwowanie i fotografowanie ich codziennego życia, a nawet tajemnych rytuałów, których prawdopodobnie żaden biały nie oglądał. Zdjęcia te Ebbets wykorzystał do zwrócenia uwagi publicznej na los tamtejszych Indian, co spowodowało, że rząd federalny objął ich programem pomocy.
W 1939 roku zorganizował zebranie, na którym powołano Miami Press Photographers Association. Został wybrany jego pierwszym prezesem.
Z powodu wcześniej odniesionej kontuzji nie mógł służyć w armii, lecz gdy Stany Zjednoczone przystąpiły do II wojny światowej, pracował w ośrodku szkoleniowym lotnictwa Embry-Riddle Aeronautical Institute szkolącym kadry dla USAF oraz RAF.
Po wojnie wrócił do Miami i pracował jak fotograf, dostarczając zdjęcia do gazet, magazynów i różnych publikacji. Na emeryturę przeszedł w 1962 roku.

## Życie prywatne
W 1951 ożenił się z 18-letnią Joyce High, mieli czworo dzieci.